# Tokyo Electric Power Company
La Companyia Elèctrica de Tokio (Tokyo Electric Power Company, en japonès 東京電力株式会社: Tōkyō Denryoku Kabushiki-kaisha, també coneguda com a Toden, 東電: Tōden, o TEPCO) és una companyia japonesa de producció, transmissió, i distribució d'electricitat, que subministra energia a la regió de Kantō. Aquesta àrea inclou el districte metropolità de Tokio, la Prefectura de Yamanashi, i la porció oriental de la Prefectura de Shizuoka.
TEPCO és la companyia elèctrica més gran del Japó, i la tercera més gran del món després d'Électricité de France i la alemana EON.
El 2011, immediatament després del terratrèmol i tsunami de Sendai de 2011, el govern japonès va declarar una emergència energètica atòmica i va evacuar milers de residents que viuen prop de la central nuclear de Fukushima Dai-ichi.